# الجامعة التكنولوجية الخاصة بقابس
الجامعة التكنولوجية الخاصة بقابس (بالفرنسية: École supérieure des sciences appliquées et de la technologie privée de Gabès)‏ هي جامعة وكلية هندسة خاصة، تأسست في 2007 من قبل لطفي المزهودي.

يقع مقرها في قابس في تونس.

## مقالات ذات صلة
- قائمة الجامعات في تونس

## روابط خارجية
- الموقع الرسمي.